# Éric Troncy
Éric Troncy (né en 1965 à Nevers, vit et travaille à Dijon) est critique d'art, commissaire d'exposition, et codirecteur de centre d’art Le Consortium à Dijon en Bourgogne. Cofondateur des revues Frog (en 2005 avec Stéphanie Moisdon) et Documents sur l'art (en 1993 avec Nicolas Bourriaud),,.

## Biographie
Il a suivi l'enseignement de l'École du Louvre et de l'École des hautes études en sciences sociales.
Commissaire de l'exposition Coollustre à la Collection Lambert à Avignon, 24 mai - 28 septembre 2003, troisième et dernier volet de la trilogie commencée en 1997 avec Dramatically Different, revendiquée par Éric Troncy, comme une « exposition d’auteur » (comme on dit « un film d’auteur »), l’exposition est conçue comme une succession de scènes dont les acteurs et les paysages sont les œuvres elles-mêmes. La méthode est la même pour les trois expositions de ce cycle : un choix précis d’œuvres de ces quarante dernières années, certaines connues du public français bien souvent simplement par le biais de reproductions, d’autres plus inédites, sont présentées par petits ensembles volontairement narratifs, certains spectaculaires. Cette exposition se présente en effet aussi comme une collection temporaire, interrogeant au passage les questions d’accrochage et de display.
Chroniqueur à France Culture, dans l’émission Tout arrive ! jusqu'en 2012, il assure dorénavant l’émission La Dispute sur la même station. 

## Expositions
- Dramatically Different, Centre national d'art contemporain Le Magasin, Grenoble, 1997.
- Weather Everything, Musée de Leipzig, Allemagne, 1998.
- Coollustre[4] à la Collection Lambert à Avignon, 24 mai - 28 septembre 2003
- Prix Fondation d'entreprise Ricard 2011, intitulé The Seabass[8]du 13 septembre au 29 octobre 2011[9].
- The Deer au Centre d’Art de Dijon du 21 décembre 2011 au 11 mars 2012.

## Écrits et publications
Il a collaboré régulièrement avec Beaux-Arts magazine, Numéro, Air France Magazine, Les Inrockuptibles, Standard Magazine, l'Officiel Homme.  
- Le Colonel Moutarde dans la bibliothèque avec le chandelier – textes 1985-1998, 1998 Les Presses du réel[10].
- Critique et théorie et Le docteur Olive dans la cuisine avec le revolver – Monographies et entretiens 1989-2002, 2002 Les Presses du réel – Critique et théorie. La suite du Colonel Moutarde.
- Coollustre, Les presses du réel – Art contemporain. Publié à l'occasion de l'exposition éponyme, ce catalogue richement illustré documente trois expositions d'Eric Troncy : Dramatically Different, Centre national d'art contemporain Le Magasin, Grenoble, 1997 ; Weather Everything, Musée de Leipzig, 1998 et Coollustre, Collection Lambert, 2003. L'ouvrage est dessiné par les graphistes M/M Paris[11].